# 陳永昌 (光緒進士)
陳永昌（?—?），江西省南昌府靖安縣人，清朝政治人物、同進士出身。
光緒二十一年（1895年），参加光緒乙未科殿試，登進士三甲170名。同年五月，著交吏部掣签分发各省，以知县即用。